# Verfolgungen von Byeong-in
Als Verfolgungen von Byeong-in werden die Christenverfolgungen zwischen 1866 und 1872 bezeichnet, speziell von Katholiken, die in Joseon-Korea unter der Herrschaft von Regent Daewongun stattfanden. Byeong-in bezeichnet in diesem Zusammenhang das Jahr 1866, in welchem die Verfolgungen begannen und auch ihren Höhepunkt hatten. Nach unterschiedlichen Schätzungen fielen den Hinrichtungen acht- bis zehntausend koreanische Katholiken zum Opfer; die katholische Kirche gedenkt ihrer als Märtyrer. Es handelte sich um die letzte und opferreichste von fünf Christenverfolgungswellen in Korea. Die Verfolgungen von Byeong-in lassen sich wiederum selbst in vier Wellen einteilen.

## Hintergründe
Während der Herrschaft der Joseon-Dynastie vom 14. bis 19. Jahrhundert war die koreanische Außenpolitik durch Isolationismus geprägt. Dabei gab es jedoch mehrere Ausnahmen: Formell war Joseon tributpflichtig an die im Kaiserreich China herrschende Qing-Dynastie gebunden und der Außenhandel mit Japan wurde auf der Insel Tsushima abgewickelt. Christlichen Missionaren gelang es, auf dem Land- und Seeweg in das Land einzusickern und Koreaner zum Christentum zu bekehren. Besonders die katholische Mission war erfolgreich, bis ins 18. Jahrhundert waren aber auch deren Missionare meist selbst Koreaner. Im 19. Jahrhundert reisten dann erste westliche katholische Geistliche illegal nach Korea ein, und die Missionstätigkeit nahm stark zu. Ab 1831 wurde „Joseon“ als eigene römisch-katholische Diözese vom Vatikan geführt und 1837 wurde der zuvor in China tätige Laurent-Joseph-Marius Imbert als deren Leiter nach Korea entsandt. Seine Einreise und Missionstätigkeiten waren illegal, und 1839 wurden er und zwei Mitstreiter der Pariser Mission bei der dritten Verfolgungswelle (Verfolgung von Gihae) durch die Staatsmacht ergriffen und hingerichtet. Wie bei vorherigen Verfolgungen hinderte dies die koreanische Gemeinde nicht daran, rasch weiter zu wachsen.
Siméon-François Berneux, der 1856 ebenfalls von der Pariser Mission entsandte Bischof der koreanischen Gemeinde, schätzte für 1859 die Zahl seiner Gläubigen noch auf etwa 17.000. Für 1864 wird eine Zahl von 23.000 Katholiken angenommen, darunter auch die zwölf französischen Jesuiten.
Die katholische Mission fand in Korea erst wieder stärkere Beachtung, als Heungseon Daewongun 1864 die Regentschaft für seinen minderjährigen Sohn Gojong übernahm. Ihm lag an einer effektiveren und stärker zentralisierten Kontrolle über das Land, gerade angesichts der Schwäche der Qing-Dynastie, welche durch westliche Nationen ab den 1850ern zu ungleichen Verträgen gezwungen wurde. Der britische Handel mit China hatte zu den Opiumkriegen (1839–1842, 1856–1860) geführt. Christliche Einflüsse hatten auch den Taiping-Aufstand (1851–1864) mitverursacht, dessen Anführer sich als zweiter Sohn Gottes nach Jesus sah und so die Staatsideologie des chinesischen Kaisers als Sohn des Himmels in Frage stellte. Es war der mit Abstand opferreichste Bürgerkrieg der menschlichen Geschichte. Ab 1858 begann auch die französische Eroberung von Indochina; Russland beanspruchte seinerseits weite Teile der nahegelegenen Mandschurei, das ursprüngliche Heimatgebiet der Mandschu-Herrscher der Qing. Als Ergebnis der Pekinger Konvention von 1860 grenzte Korea an Russland, das im Februar 1864 (nach dem Mondkalender) Handelsbeziehungen forderte. Dieser auch für Daewongun offenkundig unsicheren außenpolitischen Lage wollte er ein geeintes Land entgegensetzen und dafür auch die traditionelle Isolation des Königreichs Korea wieder strikter durchsetzen.

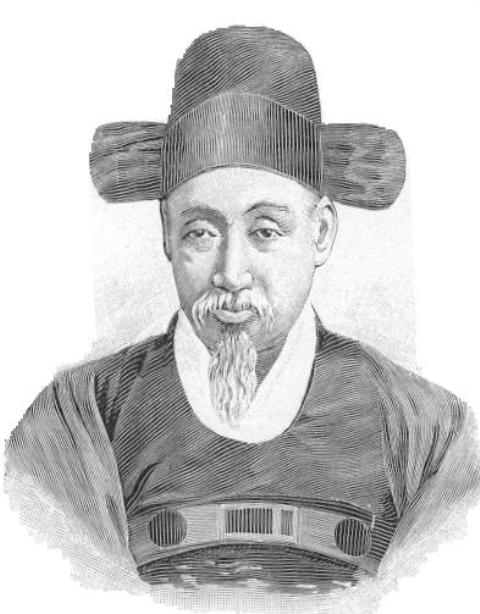
Prinzregent Heungseon Daewongun von Korea entschied sich 1866 zur Verfolgung von Katholiken.

## Politische Überlegungen am Königshof
Eine antikatholische Haltung hatte Daewongun zum Beginn seiner Regentschaft noch nicht (seine eigene Gemahlin Min soll sogar selbst Katholikin gewesen sein). Entsprechende Maßnahmen begannen daher erst 1866, im dritten Jahr nach seiner Machtübernahme als Regent.
Bereits 1864 erschienen russische Schiffe vor der koreanischen Ostküste und verlangten Aufenthalts- und Handelsrechte in Korea. Daewongun lehnte dies strikt ab, stand dem Ansinnen aber letztlich hilflos gegenüber, da der Westen Korea waffentechnisch überlegen war. Die Russen zogen wieder ab, kehrten aber nach Belieben wieder in koreanische Häfen zurück. Koreanische Katholiken bei Hofe erkannten diese Chance und versuchten Daewongun eine Allianz mit den ihnen freundlich gesonnenen Franzosen von der Pariser Mission zu vermitteln: Korea, Frankreich und idealerweise auch England sollten in einem Bündnis gemeinsam Russland in seine Schranken verweisen. Auf inoffiziellem Wege unterbreitete er daher Berneux den Vorschlag, im Austausch für die Unterbindung des russischen Vordringens die Religionsfreiheit für den Katholizismus in Korea auszurufen. Diese politische Betätigung lag Bischof Berneux selbst allerdings fern: Er wollte die christliche Gemeinde Koreas aufbauen und war jahrelang nicht bereit, wegen der vorgeschlagenen Allianz bei Hofe vorzusprechen. Er deutete jedoch an, dass die russische Anfrage nach diplomatischen Verhandlungen Teil eines Invasionsplans sei. Seiner Ansicht nach müsse ein diplomatischer Vertrag mit dem Westen, namentlich mit Frankreich, geschlossen werden um eine mögliche russische Expansion zu unterbinden.
Verschiedene Bestandteile der verbreiteten katholischen Lehren stießen in informierten Kreisen am Königshof ebenfalls auf Kritik, weil der Begriff des „Himmels“ mit dem Tianxia verbunden wurde: Der vom Himmel legitimierte Königshof sollte nach den staatstragenden Lehren des Konfuzianismus mit der Erde harmonieren und keineswegs im scharfen Gegensatz zu einer „Hölle“ bzw. der irdischen Welt stehen. Damit konnte dem Katholizismus vorgeworfen werden, die koreanische Staatsdoktrin zu untergraben. Auch die Königinwitwe Sinjeong sprach sich schließlich gegen den katholischen Einfluss aus, und vom Kaiserhof in Qing-China waren ebenfalls Unterdrückungsversuche des Katholizismus berichtet worden. Damit waren die Christen am Hof eine politische Belastung, zumal deren Lehre von illegalen ausländischen Agenten verbreitet wurde. Die von Befürwortern von Toleranz bloß vage angedeutete mächtige französische Hilfe gegen andere ausländische Kräfte stand dagegen in weiter Ferne und zugleich ließ die militärische Bedrohung durch Russland nach. So entschied sich Regent Daewongun schließlich dazu, gegenüber dem Katholizismus radikal durchzugreifen.

## Erste Verfolgungswelle 1866
Bischof Berneux wurde im Februar 1866 in seiner heimlichen Residenz in Hanyang (Seoul) verhaftet und am 8. März in der Hauptstadt hingerichtet. Das katholische Netzwerk in Korea wurde nun von der Spitze nach unten aufgedeckt und es begann eine großangelegte Verfolgung katholischer Geistlicher und deren Anhänger. Als Nachfolger von Berneux war Antoine Daveluy nur wenige Tage im Amt, er wurde am 11. März in Chungcheong-do aufgegriffen und am 30. März in Boryeong gemeinsam mit den zwei Priestern Pierre Aumaître und Martin-Luc Huin hingerichtet. Zu den weiteren Opfern zählten Just de Bretenières, Louis Beaulieu und Pierre-Henri Dorie. Die Mehrzahl, aber nicht alle der Missionare, waren Jesuiten.

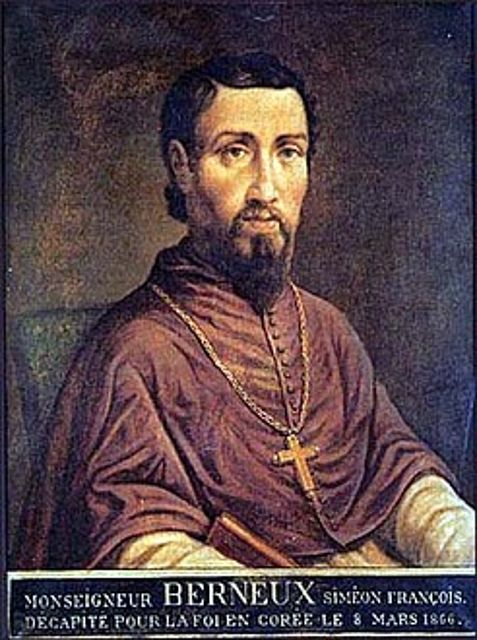
Bischof Berneux, Heiligenbild
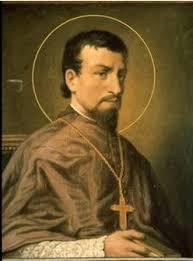
Bischof Daveluy, Heiligenbild
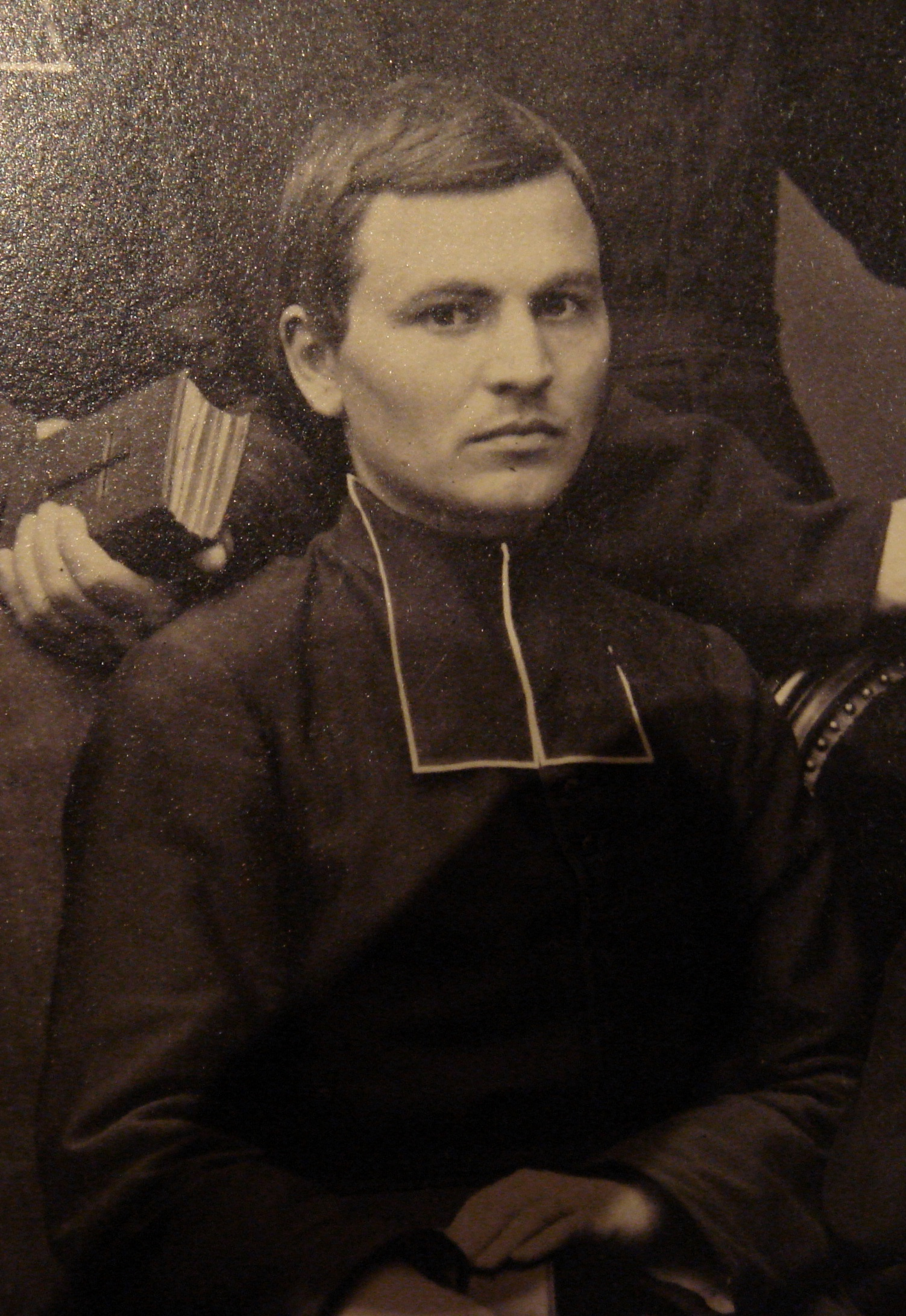
Priester Dorie, 1864
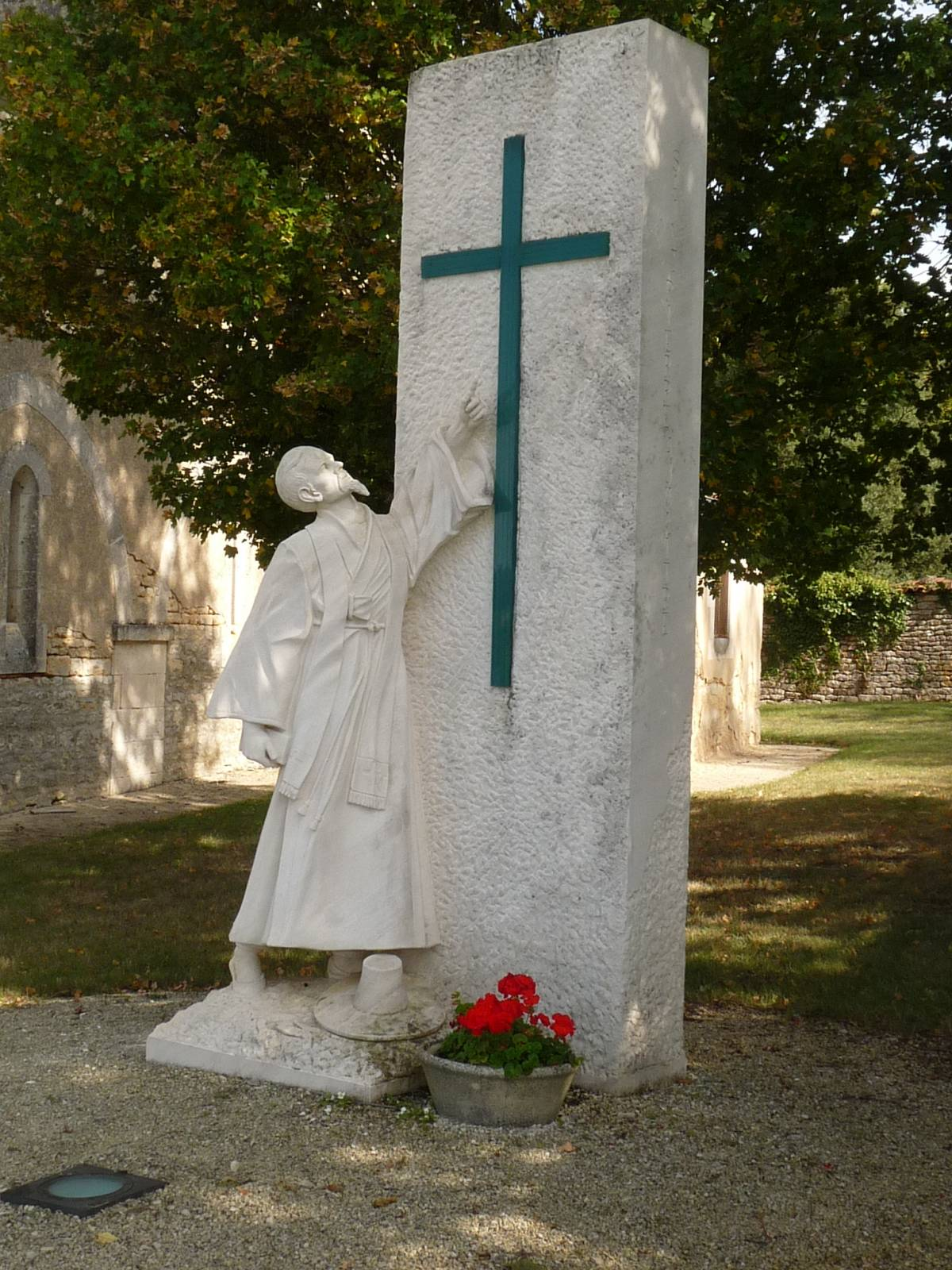
Statue für Aumaître in Charentes
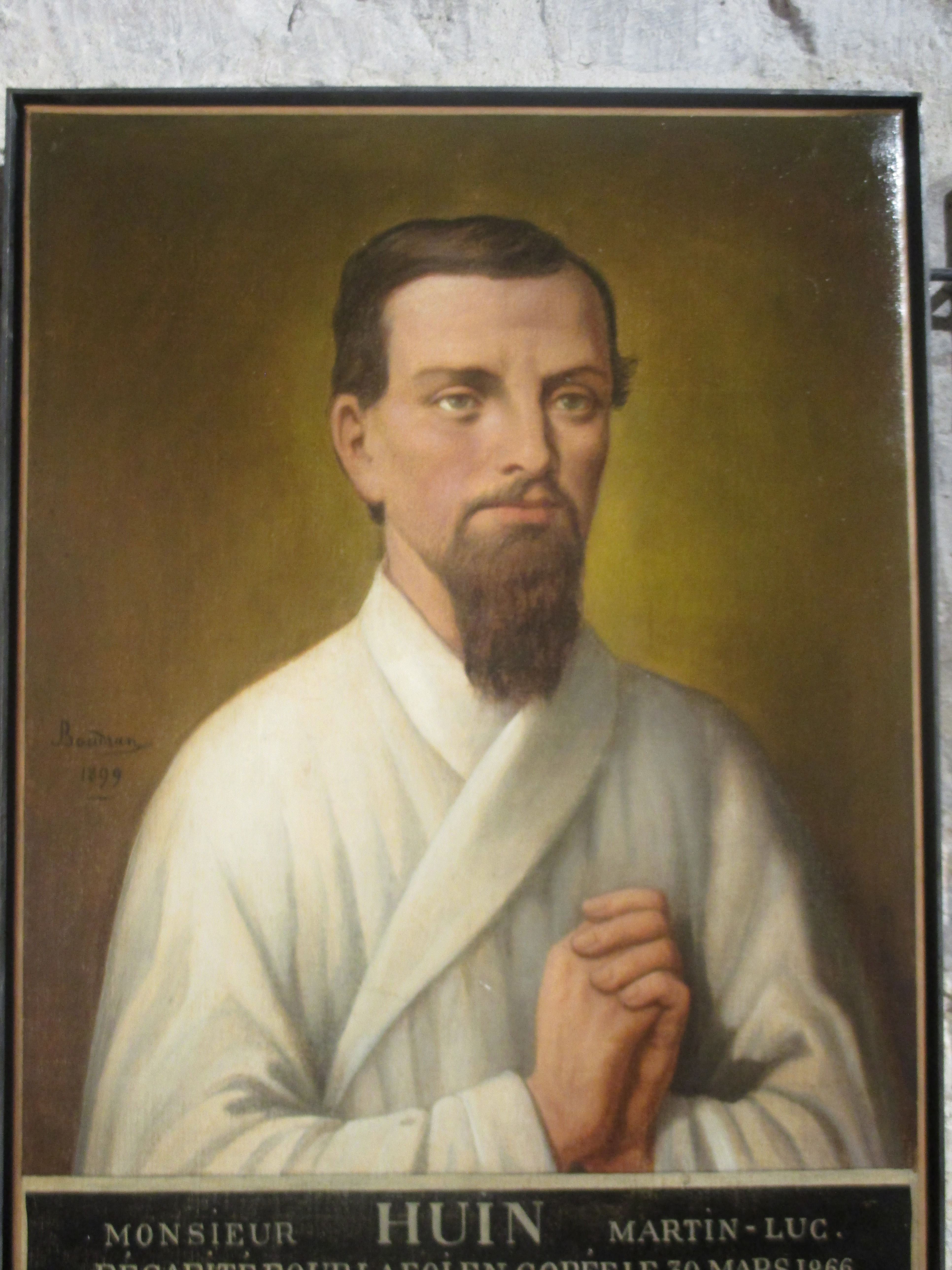
Priester Huin, Heiligenbild
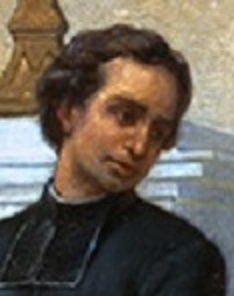
Priester Bretenières, Gemäldeausschnitt

Neben den insgesamt neun französischen Missionaren wurden auch deren koreanische Anhänger nicht geschont: Katholische Bücher wurden beschlagnahmt und verbrannt, Schreine, Kreuze und Jungfrauenfiguren entweiht und zerstört; Konvertiten sollten ihrem Glauben abschwören. Zudem begannen die Strafverfolger auch mit der Hinrichtung von konvertierten koreanischen Katholiken, die in ihren Gemeinden Führungspositionen innehatten; so wurden etwa die Katecheten Lucas Hwang Sŏk-tu und Joseph Chang Chu-gi gemeinsam mit Bischof Daveluy hingerichtet. Nur drei der zwölf französischen Missionare entgingen der ersten Verfolgungswelle. Dem Priester Félix-Claire Ridel ermöglichten seine Gläubigen in einem Boot die Flucht nach China, wo die Flüchtlinge im Juli 1866 in Yantai ankamen und dort Bericht erstatteten. Den anderen zwei Geistlichen gelang jeweils die Flucht auf dem Landweg nach China.

## Zweite Verfolgungswelle 1866
Der Besuch des amerikanischen Schiffes General Sherman im August 1866 stand aus koreanischer Sicht in direktem Zusammenhang mit der Verfolgung des ausländischen Glaubens: Die General Sherman hatte offizielle Anweisungen ignoriert und sich weit in koreanische Binnengewässer vorgewagt, ferner Bibeln verteilt, später einen Kommandeur als Geisel genommen und schließlich auf Truppen und Zivilisten gefeuert. Alle Besatzungsmitglieder wurden im Laufe der Gefechte oder nach ihrer Gefangennahme getötet.
Der Bericht Ridels hatte unterdessen die Französische Strafexpedition nach Korea ausgelöst, welche von September bis November 1866 auf der Hanyang vorgelagerten Insel Ganghwa landete, dort unter anderem ein koreanisches Kloster angriff sowie Festungen und einen Verwaltungssitz plünderte. Der entkommene Missionar Ridel diente der Expedition als Berater, einigen koreanischen Katholiken gelang die Flucht zur französischen Expedition.

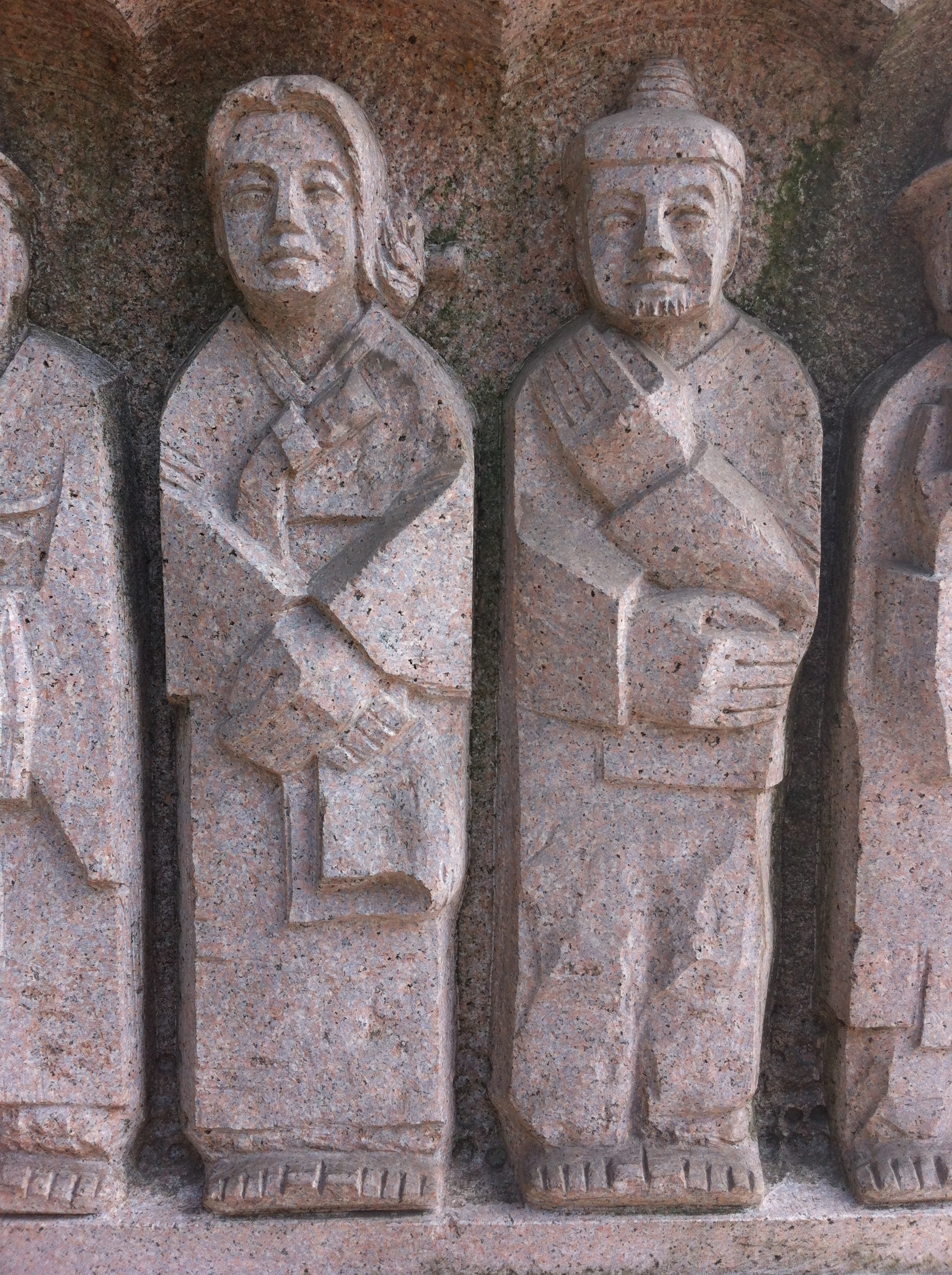
Detail einer Skulptur beim Heiligtum der koreanischen Märtyrer

Diese Kette von Ereignissen radikalisierte wiederum Daewongun in seiner antiwestlichen Isolationspolitik: Für ihn galten Katholiken nun als Landesverräter. Stellvertretend für die christlichen Invasoren wurden etwa acht- bis zehntausend katholische Koreaner als „ausländische Rekruten“ aufgespürt und exekutiert. Den Verfolgungen fielen Bauern ebenso zum Opfer wie Beamte, Übersetzer und Händler; auch für Frauen und Familienmitglieder wurden keine Unterscheidungen gemacht. Nur von den wenigsten Opfern wurden Namen überliefert. Verbliebene Katholiken mussten untertauchen oder in die Wildnis fliehen.
Die Hinrichtungsmethoden folgten keinen einheitlichen Mustern; die meisten Opfer wurden offenbar enthauptet (teilweise mit militärischem Zeremoniell), viele aber auch einfach gehängt. In einem Tal bei Seosan wurden etwa eintausend Katholiken in Massengräbern verscharrt, einige sollen hier auch lebendig begraben worden sein. Nahe Hanyang wurden etwa zweitausend Hinrichtungen auf dem für diesen Zweck umbenannten Küstenfelsen Jeoldu-san (koreanisch 절두산 bzw. 切頭山, Enthauptungs-Felsen) vorgenommen und die abgetrennten Köpfe in den Han-Fluss geworfen.

## Dritte Verfolgungswelle 1868
Daewongun wurde auch nach den Ereignissen von 1866 durch immer neue Nachrichten von Aggressionen „des Westens“ in seiner Haltung gegen den Katholizismus und westliche Invasoren bestärkt.

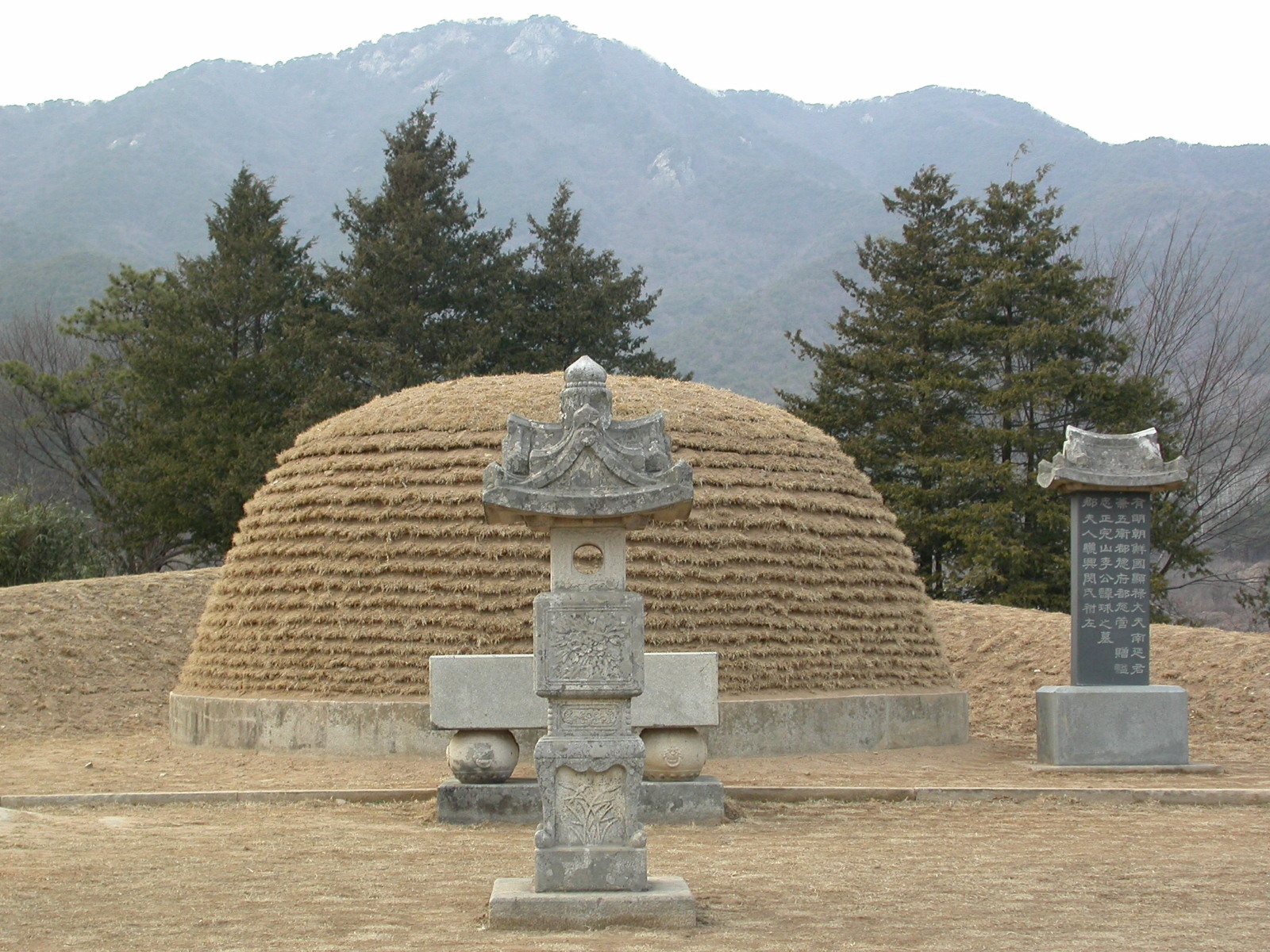
Grabstätte von Prinz Namyeong

Besonderes Aufsehen erregte im Mai 1868 ein versuchter Grabraub durch den deutschen Geschäftsmann und Koreareisenden Ernst Oppert. Dieser soll geplant haben, die Gebeine von Daewonguns leiblichem Vater (Yi Chae-jung, Prinz Namyeong) in seinen Besitz zu bringen und mit diesem Pfand eine politische Öffnung Koreas zu erpressen. Oppert, der sich für Korea begeisterte, aber in seinen Geschäftsbemühungen bislang erfolglos geblieben war, hatte in Schanghai den 1866 aus Korea entkommenen Priester Stanislas Feron getroffen, welcher ihm zu diesem (angeblich von seinen koreanischen Gemeindemitgliedern ausgearbeiteten) Plan geraten habe. Mit einer ca. 130-köpfigen Crew hauptsächlich aus Chinesen und Filippinos setzte Oppert nach Korea über, wo sein Trupp aber sofort auffiel. Ganze Menschenscharen sollen Zeuge von Opperts Grabungsarbeiten an der ansonsten ungesicherten Grabstätte gewesen sein; laut Berichten Opperts als hilfreiche und freundliche Zuschauer; nach anderen Berichten wurden die Eindringlinge allerdings mit Dreck und Steinen beworfen. Das Eintreffen eines koreanischen Beamten mit einem Trupp Soldaten setzte dem Abenteuer ein Ende; Opperts Grabung hatte die massive Steinplatte des Grabs erreicht, sie aber nicht abheben können. Fast allen der gut bewaffneten Raubgräber gelang die Flucht zurück zu ihrem Schiff, mit dem sie nach Incheon segelten und von dort aus Daewongun ein haltloses Ultimatum übermittelten. Dieser zeigte sich weder beeindruckt noch abergläubisch; die Köpfe von zwei getöteten Expeditionsteilnehmern wurden öffentlich zur Schau gestellt und heizten den Widerwillen gegen ausländische Invasoren weiter an. Oppert musste aufgeben, nach China zurückkehren und sich schließlich auch in Deutschland einem juristischen Nachspiel stellen.

## Vierte Verfolgungswelle 1871
Die aktive Katholikenverfolgung dauerte noch bis 1872 an, zu einer letzten Welle kam es zuvor 1871 aufgrund der Amerikanischen Expedition nach Korea. Diese Expedition sollte friedlichen Kontakt aufnehmen und den „Vorfall“ mit der General Sherman fünf Jahre zuvor aufklären. Angesichts der feindseligen Haltung der Koreaner und Beschuss durch die Küstenforts entschied sich Admiral John Rodgers, stattdessen eine Strafexpedition durchzuführen. Auch er landete auf der Insel Ganghwado und setzte sich dort einen Monat fest, während er auf Verhandlungsführer der Koreaner wartete. Als stattdessen besser ausgerüstete Streitkräfte auf dem koreanischen Festland zusammengezogen wurden, brach Rodgers seine Besatzung von Ganghwado ab und zog politisch erfolglos ab. Dieser erneute Invasionsversuch sorgte auf dem koreanischen Festland für ein erneutes Aufleben der Repressionen gegenüber Katholiken, Christen und Ausländern.

## Ende der Verfolgungen
Am 24. Dezember 1873 endeten die Verfolgungen mit dem Rückzug von Daewongun aus der Politik. Aggregierte Daten deuten darauf hin, dass etwa zweitausend Menschen verhaftet wurden, von denen etwa tausendvierhundert den Märtyrertod erlitten. Allerdings ist die Dunkelziffer vermutlich deutlich höher; allein im September 1868 sollen über zweitausend Menschen hingerichtet worden sein.
Laut Statistiken gab es die meisten Verhaftungen im Jahr 1868, gefolgt von 1866, 1867, 1871, 1869, 1870 und 1872. Die meisten Verhaftungen wurden 1866 gegen männliche Gläubige und 1868 gegen weibliche Gläubige vorgenommen und die Mehrheit der Katholiken wurde zwischen 1866 und 1868 verhaftet. Insgesamt wurden mehr männliche als weibliche Gläubige verhaftet; in den ersten Jahren waren Frauen nicht die Hauptziele der Verhaftungen, 1868 hingegen wurden ausnahmslos Frauen verhaftet.

## Nachwirkungen
Die katholische Kirche sammelte die Namen der bekannten koreanischen Märtyrer. Mit der Sammlung von Namen und Lebenswegen der Opfer für deren Selig- und Heiligsprechungen wurde bereits zu Beginn des 20. Jahrhunderts begonnen, auch stellvertretend für die namentlich unbekannten Opfer der Verfolgungen. Die Seligsprechungen erfolgten in mehreren Verfahren 1925, 1968 und 2014; die bislang einzige Heiligsprechung erfolgte am 6. Mai 1984 durch Papst Johannes Paul II. bei einem Staatsbesuch in Seoul. Damit gedenkt die Kirche offiziell 103 Heiligen und 124 Seligen Verfolgungsopfern aus Korea; dazu gehören allerdings auch die Opfer der vorherigen Katholikenverfolgungen von 1791, 1801, 1839 und 1846.